# Hetzendorf (Wien)
Hetzendorf ist ein Bezirksteil des 12. Wiener Gemeindebezirks Meidling und hat eine Fläche von rund 2 bis 3 km². Der bis heute eher locker verbaute Stadtteil war eine der ältesten Ortschaften am Südrand von Wien und ist heute eine der 89 Wiener Katastralgemeinden.

## Geschichte
Die erste urkundliche Erwähnung datiert auf das Jahr 1114, 1190 erhielt Henricus von Hetzendorf das Gebiet als landesfürstliches Lehen. Nach 1848 war es bis 1890 (Beschluss) bzw. 1. Jänner 1892 (Inkrafttreten) eine eigenständige Gemeinde in Österreich unter der Enns und wurde dann als Teil des 12. Wiener Gemeindebezirks, Meidling, nach Wien  eingemeindet. Da der Ort vom Bezirkszentrum beträchtlich entfernt liegt und auch nicht im Häusermeer Wiens verschwunden ist, hat sich Hetzendorf seine lokale Identität als zumeist locker bebautes Wohnviertel im Grünen bis heute bewahrt.
Rund um das Schloss sowie entlang von Schönbrunner Allee, Strohberggasse und Schlöglgasse ist von der Stadt Wien eine bauliche Schutzzone definiert.

## Sehenswürdigkeiten

### Schloss Hetzendorf

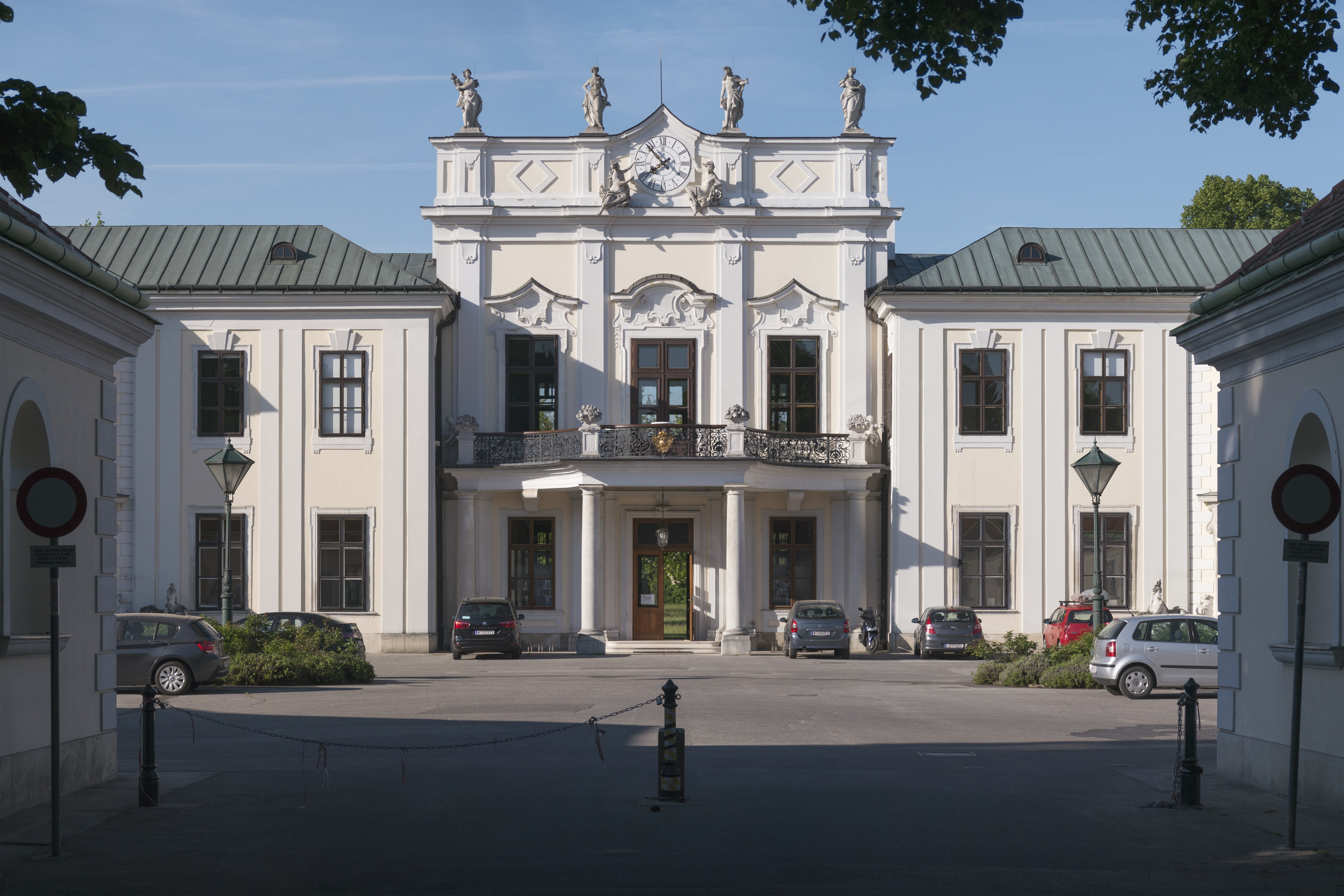
Schloss Hetzendorf

In Hetzendorf befindet sich das Schloss Hetzendorf, das 1694 als „Thunhof“ erbaut und später erweitert wurde. Der Wiener Hof-Steinmetzmeister Johann Carl Trumler verarbeitete vor allem für die Prunkstiege den harten, weißen Kaiserstein aus Kaisersteinbruch und erhielt 1717 für diesen Auftrag 3.548 Gulden ausbezahlt. Die Stuckaturen einer Decke im Erdgeschoß werden dem Barock-Künstler Alberto Camesina zugeschrieben. Der Architekt Nikolaus Pacassi baute das Schloss 1743 im Auftrag von Maria Theresia zum Witwensitz für ihre Mutter, Kaiserin Elisabeth Christine, um. Als es die Habsburger benützten, wurde die schnurgerade Schönbrunner Allee errichtet – als Fortsetzung der Hauptachse von Schloss Hetzendorf bis zum Seitentor des Schönbrunner Schlossparks bei der Kleinen Gloriette.
1780 erwarb Christian August von Seilern von Maria Theresia die Herrschaft. 1801 starb Maximilian Franz von Österreich und 1814 Maria Karolina von Österreich im Schloss, das nun dem kaiserlichen Familienfonds gehörte. Anfang des 20. Jahrhunderts wohnte der spätere Kaiser Karl I., Österreichs letzter Monarch, im Schloss Hetzendorf. Es beherbergt heute die Modeschule Wien im Schloss Hetzendorf.
Die Schlosskirche, die sich im linken Teil des Schlosses befindet, beherbergt eine Reliquie des seliggesprochenen Kaisers Karl I. von Österreich. Die ehemalige Pfarrkirche ist der Heiligsten Dreifaltigkeit geweiht und trägt seit Mai 2008 den Beinamen Seliger-Kaiser-Karl-Gedächtniskirche. In diesem Teil des Schlosses sind Werke von Daniel Gran zu sehen. Die Dekorationsmalerei an den Wänden und Gewölben stammt von Franz Joseph Wiedon und ist mit 1744 datiert. Weitere Werke stammen von Johann Schindler, spätere (nach 1945) von Anselm Grand.
Seit 2005 öffnet das Festival du Jardin den Schlosspark Hetzendorf, der sonst nicht öffentlich zugänglich ist, einmal pro Jahr allen Besuchern.

### Weitere bemerkenswerte Bauten

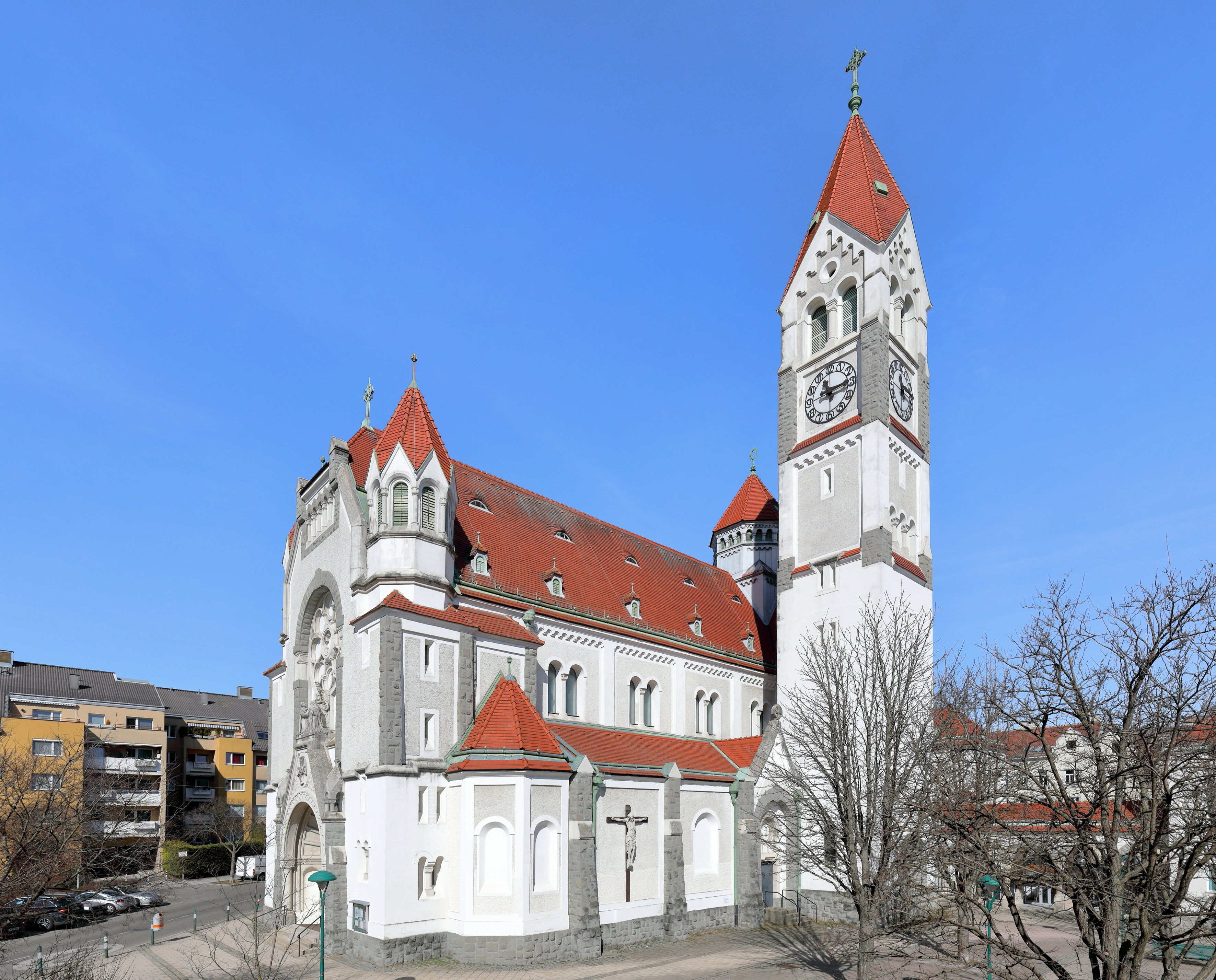
Hetzendorfer Pfarrkirche – „zur Königin des hochheiligen Rosenkranzes“

Erzherzogin-Marie-Valerie-Cottage, Planung 1885, heute Kaulbachstraße

Neben dem niedrigen, aber wohlproportionierten Schloss hat Hetzendorf eine Reihe anderer bemerkenswerter Bauten, darunter
- die neuromanische Rosenkranzkirche (Hetzendorfer Pfarrkirche) auf dem Marschallplatz; ihre aus heutiger Sicht überladene Innenarchitektur wurde später radikal verändert; bekannt sind die Altarbilder von Ernst Fuchs; die in früheren Versionen dieses Artikels benutzte Bezeichnung „Hetzendorfer Kirche“ ist irreführend, da neben der Rosenkranzkirche das „Marianneum“ und die vorgenannte Schlosskirche Hetzendorf bestehen;
- die in den 1920er-Jahren entstandene Siedlung Rosenhügel, eine benützerfreundliche Reihenhaus-Anlage am Rosenhügel zwischen der heutigen Rosenhügelstraße und der Atzgersdorfer Straße. Sie wurde von der Siedlungsgenossenschaft Altmannsdorf-Hetzendorf auf einer etwa 35 ha großen, dreieckigen Flur unter Mithilfe der späteren Bewohner errichtet;
- am Eckgrundstück Jägerhausgasse–Altmannsdorfer Anger entstand 1930 die „Jägerhauskolonie“ als Gruppe von Kleinwohnhäusern für Beamte, für die mit dem „Wirtschaftsverein Jägerhauskolonie“ auch eine gemeinsame Organisation für die Bewohner bestand (später als Wohnungseigentumsanlage organisiert).[2]
- historische Villen in der Kaulbachstraße neben dem Hetzendorfer Schlosspark (früher Erzherzogin-Marie-Valerie-Cottage genannt, nach der Lieblingstochter von Kaiser Franz Joseph I., Marie Valerie);
- der Hetzendorfer Friedhof – eine schmale, aber historisch bedeutende Gräberstätte an der Edelsinnstraße bzw. der Verbindungsbahn im Norden des Ortes; Hauptfriedhof des Bezirks ist allerdings der im 20. Jahrhundert angelegte, zweiteilige Südwestfriedhof an Hervicusgasse und Wundtgasse im Süden Hetzendorfs;
- das östliche Tunnelportal des 2012 fertiggestellten Lainzer Tunnels, der die Westbahn mit der Südbahn und dem 2015 fertiggestellten Wiener Hauptbahnhof verbindet.

## Infrastruktur
Die Südbahn, in diesem Abschnitt besonders stark befahren, quert die Peripherie Hetzendorfs. Wien Hetzendorf ist Schnellbahnstation. Der Ort wird von der Straßenbahnlinie 62 (Oper, Karlsplatz U – Lainz, Wolkersbergenstraße) und von der Autobuslinie 63A (Gesundheitszentrum Süd – Meidling Hauptstraße U – Am Rosenhügel) erschlossen, weiters durch die Linien 8A, 56A, 58A und 58B sowie durch die Linie 16A für Schülertransporte.
Der Bau einer neuen Haltestelle für Züge der Schnellbahnstrecke zwischen Meidling und Hütteldorf an der Stranzenbergbrücke ist geplant.

Hetzendorf und seine Umgebung 1872 (Aufnahmeblatt der Landesaufnahme)

Im Südwesten von Hetzendorf, am Emil-Behring-Weg an der Grenze zu Liesing beim Gebiet der ehemaligen Bundesanstalt für Virusseuchenbekämpfung (davor: Schweinemastanstalt, teilweise denkmalgeschützt, bis 2010 zur KG Atzgersdorf gehörig), entstand 2019–2022 das Wohngebiet „Wildgarten“, das für etwa 2300 Bewohner entworfen wurde. Als Verkehrsanbindung wird, neben der vorgenommenen Umlenkung der Autobuslinie 63a durch das Siedlungsgebiet, eine neue Haltestelle an der Südbahn im Bereich Wundtgasse diskutiert.